# 阿俄尼亚
阿俄尼亚（古希腊语：Ἀονίη 或 Ἀονία，英语：Aonia）可能是希腊古玻俄提亚的一个区域，包含赫利孔山和基泰戎山，因而祭祀缪斯，奥维德称为阿俄尼得斯（Aonides），阿俄尼亚可能是玻俄提亚作为整体的初名。泡萨尼阿斯曾描述了卡德摩斯打败一个玻俄提亚部落阿俄那斯的故事。希腊诗人卡利马科斯可能是第一个称玻俄提亚为“阿俄尼亚”的人。在罗马及之后的文学体系中，“阿俄尼亚”或多或少的用于诗歌术语，特指的缪斯的崇拜地和希腊诗人赫西俄德的创作地——赫利孔圣山。形容词“Aonian（阿俄尼亚的）”通常意义是“Heliconian（赫利孔的）”，并提及缪斯；因此，缪斯也被称为阿俄尼亚姊妹。维吉尔讲述了一位缪斯如何带着诗人登上阿俄尼亚之山，他还谈到赫利孔圣泉之一——阿俄尼亚的阿伽尼珀泉。

## 近代文学
弥尔顿在其《失乐园》中写道“我祈求你帮助我完成我这一鸣惊人的诗篇，让我的神思酣畅淋漓，一鼓作气，意在要高高飞越阿俄尼亚之巅……”